# Ch.ch
ch.ch, con secondo titolo Un servizio della Confederazione, dei cantoni e dei comuni, è un sito web multilingue cogestito dalla Confederazione, dai Cantoni e dai comuni elvetici. È disponibile nelle lingue ufficiali tedesco, francese, italiano e romancio, nonché in inglese.
Ch.ch è un progetto di amministrazione digitale che  ha l'obiettivo di coordinare e condividere come dati aperti tutte le informazioni dalle pubbliche amministrazioni della Confederazione, dei Cantoni e dei Comuni.

## Contenuto
Le informazioni e i contenuti sono suddivisi nelle seguenti categorie: lavoro, stranieri in Svizzera, istruzione e ricerca, affari sociali e sanitari, mobilità, questioni personali, sicurezza, stato e diritto, che raccolgono dozzine di aree tematiche con migliaia di parole chiave.
Il portale ch.ch – Demokratie – Das politische System der Schweiz, interno al dominio ch.xh, fornisce informazioni sul sistema politico svizzero, i suoi attori, le strutture e le azioni in corso (inclusi voti, iniziative politiche, referendum ed elezioni). Anch'esso è disponibile in cinque lingue: tedesco, francese, italiano e romancio, nonché in inglese.

## Gestione
È finanziato dalla Confederazione e dai Cantoni, e il suo comitato direttivo dipende dall'ufficio Comunicazione della Cancelleria federale elvetica che cura anche i portali admin.ch e bk.admin.ch.

La base giuridica del progetto è fornita dall'accordo quadro di diritto pubblico sulla cooperazione in materia di e-government in Svizzera per il triennio 2016-2019, che fissa per il servizio un budget fiscale annuo di 800'000 franchi svizzeri.